# Кокоскерія Ясон Басятович
Ясон Басятович Кокоскерія (6 липня 1914, селище Бзипта (за іншими даними — село Калдахуара Гудаутського району) Кутаїської губернії, тепер Абхазія, Грузія — 29 квітня 1988, селище Бзипта, тепер Гагрського району, Абхазія, Грузія) — абхазький радянський діяч, колгоспник колгоспу «18 партз'їзд» Гагрського району Абхазької АРСР. Депутат Верховної ради СРСР 2-го скликання. Герой Радянського Союзу (24.03.1945).

## Життєпис
Народився в селянській родині. Закінчив чотири класи початкової школи. Працював у колгоспі «18 партз'їзд» селища Бзипта Гагрського району Абхазької АРСР, був бригадиром.
У травні 1941 року призваний на службу до Робітничо-селянської Червоної армії. Служив зв'язківцем. З серпня 1942 року брав участь у боях на Закавказькому, Північно-Кавказькому, 3-му Українському фронтах. У боях був тричі поранений. У грудні 1944 року служив лінійним наглядачем 276-ї окремої кабельно-жердинної роти 46-ї армії 2-го Українського фронту. Відзначився під час боїв в Угорщині. У грудні 1944 року під масованим ворожим вогнем Кокоскерія з розвідгрупою переправився південніше Будапешту через Дунай і проклав його дном кабель, завдяки чому командування армії змогло тримати зв'язок з частинами на плацдармі.
Указом Президії Верховної Ради СРСР від 24 березня 1945 року за «зразкове виконання бойових завдань командування на фронті боротьби з німецькими загарбниками і виявлені при цьому мужність і героїзм» єфрейтор Ясон Кокоскерія був нагороджений званняя Героя Радянського Союзу з врученням ордена Леніна і медалі «Золота Зірка».
Після закінчення німецько-радянської війни Кокоскерія був демобілізований, переїхав до селища Бзипта Гагрського району. Працював колгоспником  колгоспу імені XVIII партз'їзду села Калдахварі Гагринського району Абхазької АРСР. Член ВКП(б) з 1947 року.
Згодом був водієм у Гагрській автотранспортній конторі.  Перед виходом на пенсію працював на курорті Піцунда Абхазької АРСР.
Помер 29 квітня 1988 року. Похований в селищі Бзипта Гагрського району Абхазької АРСР.

## Звання
- єфрейтор
- старший сержант

## Нагороди
- Герой Радянського Союзу (24.03.1945)
- орден Леніна (24.03.1945)
- орден Вітчизняної війни І ст. (6.04.1985)
- медаль «За відвагу» (28.03.1943)
- медаль «За перемогу над Німеччиною у Великій Вітчизняній війні 1941—1945 рр.»
- медалі